# سكة حديد حيفا - إربد
سكة حديد حيفا - إربد (بالإنجليزية: Haifa - Irdid Railway؛ بالعبرية: רכבת אירביד-חיפה) هو مشروع سكة حديد إسرائيلي، تم اعتماده عام 2005  بالاتفاق مع الحكومة الأردنية، رغم الرفض الشعبي الأردني له، حيث يصل مدينة حيفا بمدينة إربد شمال الأردن. تم التخطيط لهذا المشروع ليكون على مرحلتين؛ الأولى تبدأ من مدينة حيفا وصولاً إلى مدينة بيسان في غور الأردن، ومرورًا بمرج بن عامر. أما الثانية، فتمتد إلى مدينة إربد، حيث سيكون معبر جسر الشيخ حسين نقطة الاتصال بالحدود الأردنية.  تبلغ سرعة قطارات هذا المشروع 160 كيلومتر في الساعة، والتي ستُستخدم لنقل المسافرين والبضائع.  وتمتد السكة بطول 60 كيلومتر، كما سيتم ربطها بالشبكة العامة للخطوط الحديدية في إسرائيل، حيث تروّج إسرائيل لسكة الحديد على أنها وسيلة ستسهّل التبادل التجاري والسياحي، وستُمكّن الأردن من نقل البضائع المُصدَّرة لإسرائيل ولأوروبا عبر ميناء حيفا.
تجدر الإشارة إلى أن السلطة الفلسطينية قد أبلغت الحكومة الأردنيّة عن رغبتها بتعديل مسار مشروع السكة الحديديّة، ليمر بأراضي الضفة الغربية عبر مدينة جنين، حفاظًا على السيادة الفلسطينية، وتسهيلاً لحركة المسافرين الفلسطينيين. كما أن الحكومة الإسرائيلية قد اقترحت أيضًا ربط إسرائيل بالسعودية عبر هذا المشروع لينتهي الخط بمدينة الدمام الواقعة على الخليج العربي.

## تاريخ
يقوم المشروع على جزء من السكّة الحديديّة الفلسطينيّة المرتبطة بسكة الحديد الحجازيّة (تحديدًا خط مرج بن عامر) التي أوصلت المسافرين من حيفا إلى دمشق عن طريق بيسان ودرعا، والتي تم شقها في عهد الدولة العثمانية ودخلت الخدمة الفعلية عام 1906، وتوقفت بشكل كلي عام 1948 عندما فجرّت المنظمات الصهيونيّة السكة الحديديّة لمنع تقدّم الجيوش العربيّة قبل وأثناء حرب 1948، كما حدث في عملية ليل الجسور.  كما أن المشروع يسير بموازاة جزء من خط أنابيب كركوك - حيفا الممتد سابقًا بين حيفا والحدود الأردنيّة مع فلسطين التاريخيّة، وصولاً إلى شمال العراق.
بدأت الحكومة الإسرائيلية بإحياء هذا الخط بعد 64 عام من تفجيره، إذ تم البدء بتنفيذه عام 2012، كما تم الإعلان عن الانتهاء من المرحلة الأولى منه في عام 2016 بعد ربط مدينتيّ حيفا وبيسان، على أن تكون المرحلة الثانية لاحقًا في الجانب الأردني عبر جسر الشيخ حسين وصولاً إلى مدينة إربد.

## وصلات خارجية
- تقرير: وزير النقل الإسرائيلي يكشف عن مشروع السكك الحديدية | المسيرة